# Камікава (Хоккайдо)

43°50′50″ пн. ш. 142°46′14″ сх. д. / 43.84722° пн. ш. 142.77056° сх. д.
Каміка́ва (яп. 上川町, かみかわちょう, МФА: [kamʲikawa t͡ɕoː]) — містечко в Японії, в повіті Камікава округу Камікава префектури Хоккайдо. Станом на 1 жовтня 2008 року площа містечка становила 1049,24 км². Станом на 31 березня 2017 населення містечка становило 3741 осіб.